# Newag 15D/16D
Newag 15D/16D – normalnotorowa (typ 15D, seria PKP ST48) lub szerokotorowa (typ 16D) lokomotywa spalinowa, produkowana przez Newag w Nowym Sączu w drodze głębokiej modernizacji (rekonstrukcji) lokomotyw serii SM48, z których pozostawiono jedynie ostoję, wózki jezdne, zbiorniki paliwa i silniki trakcyjne ED118A.

## Historia
W pierwszej dekadzie XXI wieku spółka Newag opracowała głębokie modernizacje popularnych w Polsce starych lokomotyw spalinowych serii ST44 (311D) i SM42 (6Dg). Bazując na zdobytych doświadczeniach, opracowano następnie projekt rekonstrukcji lokomotyw serii TEM2/SM48 produkcji ZSRR, używanych w Polsce na kolejach przemysłowych i PKP, dostarczanych w latach 1974–1989. Zbiegło się to ze zbliżającymi się terminami napraw głównych starszych egzemplarzy, które mogłyby prowadzić do kasacji lokomotyw, w związku z trudnością z nabyciem nowych podzespołów w miejsce zużytych. Pierwszy egzemplarz zmodernizowanej lokomotywy, oznaczony 15D-001 (później przemianowany na 16D-011), powstał w połowie 2010 r.

## Konstrukcja
W wyniku przeprowadzonej modernizacji wymieniono silnik spalinowy produkcji radzieckiej na nowoczesną, amerykańską jednostkę napędową, spełniającą normy emisji spalin UIC IIIa. Przy okazji modernizacji podniesiona została moc znamionowa z 882 kW (1200 KM) do 1550 kW (2107 KM), dzięki czemu nowa wersja dotychczasowej lokomotywy manewrowej sprawdza się także jako lokomotywa liniowa. Dzięki zastosowaniu nowszych i mniejszych podzespołów, obniżono znacznie wysokość przedziałów maszynowych, a także zastosowano nowoczesną kabinę maszynisty na wzór lokomotywy Newag 6Dg, co pozwoliło na poprawę widoczności w czasie jazdy. Zamontowano klimatyzację kabiny maszynisty (KL20E o mocy 4,3 kW) oraz GPS i mikroprocesorowy system sterowania NES.
Elementami wykorzystanymi, poddanymi naprawie głównej są: całkowicie przebudowana ostoja lokomotywy oraz wózki, na których zmieniono układ dźwigniowy hamulca stosując cztery cylindry hamulcowe na wózku, dodano układ hamulca sprężynowego i silniki trakcyjne, które zostały poddane impregnacji ciśnieniowo-próżniowej. Agregat prądotwórczy składa się z silnika spalinowego CAT 3512C, prądnicy głównej i prądnicy pomocniczej. Lokomotywa posiada sterowanie mikroprocesorowe, układ przeciwpoślizgowy, tablicowy układ hamulcowy, sprężarkę śrubową, oraz przekładnię lokomotywy prąd przemienny – prąd stały.

## Eksploatacja
| Państwo        | Przewoźnik                                | Typ                | Oznaczenie przewoźnika | Liczba sztuk |                         |
| -------------- | ----------------------------------------- | ------------------ | ---------------------- | ------------ | ----------------------- |
| Polska         | Kolprem                                   | 16D                | 16D                    | 1            | [ 4 ]                   |
| Polska         | Kolprem                                   | 15D                | 15D                    | 1            | [ 5 ]                   |
| Polska         | PKP Cargo                                 | 15D                | ST48                   | 87           | [ 6 ] [ 7 ] [ 8 ] [ 5 ] |
| Polska         | PKP Cargo Service                         | 15D                | ST48                   | 1            | [ 5 ]                   |
| Polska         | PKP LHS                                   | 16D                | 16D                    | 7            | [ 9 ]                   |
| Polska         | Enea                                      | 15D                | 15D                    | 2            | [ 10 ] [ 5 ]            |
| Polska         | Bartex                                    | 15D                | 15D/A                  | 1            | [ 11 ]                  |
| Polska         | Orlen KolTrans                            | 15D (4), 15D/A (2) | 15D                    | 6            | 2013-10                 |
| Polska         | Majkoltrans                               | 15D                | 15D                    | 2            | [ 5 ]                   |
| Polska         | Budokrusz                                 | 15D                | 15D                    | 3            | [ 12 ]                  |
| Polska         | Zakład Inżynierii Kolejowej w Sandomierzu | 15D                | 15D                    | 2            | [ 5 ]                   |
| Polska         | Lubelski Węgiel "Bogdanka" S.A.           | 15D                | 15D                    | 6            | [ 5 ]                   |
| Polska         | Logistics & Transport Company             | 15D                | 15D                    | 1            | [ 12 ]                  |
| Polska         | Bartex Plus                               | 15D                | 15D                    | 1            | [ 5 ]                   |
| Polska         | PKP Linia Hutnicza Szerokotorowa          | 15D (2), 15D/A (5) | 15D                    | 7            | 2013-10                 |
| Polska         | Silva LS                                  | 15D                | 15D                    | 2            | 2013-10                 |
| Polska         | Jaxan                                     | 15D/A              | 15D/A                  | 4            | 2013-10                 |
| Łączna liczba: | Łączna liczba:                            | Łączna liczba:     | Łączna liczba:         | 134          |                         |

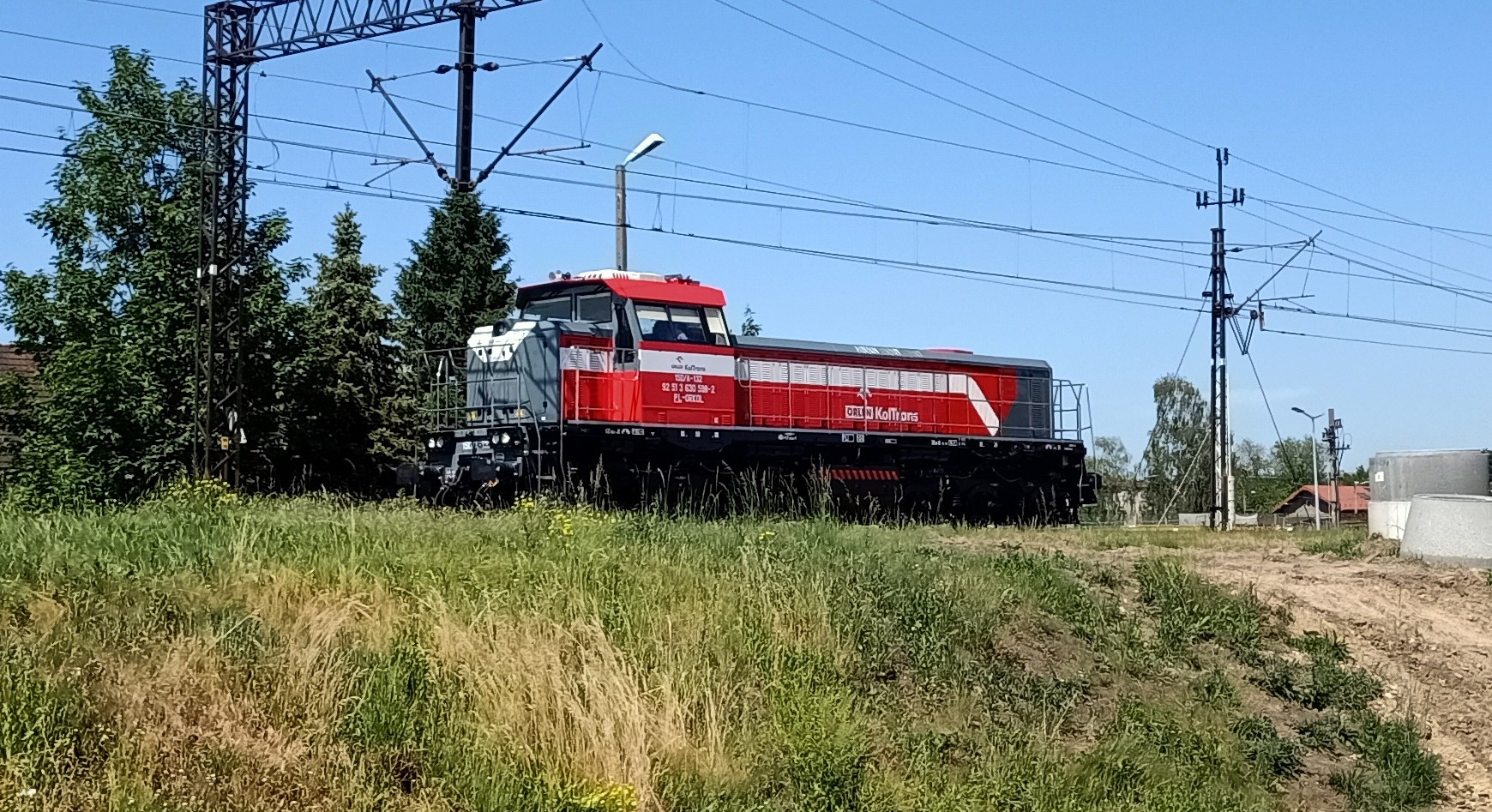
Lokomotywa Newag 15D/A-132 Orlen KolTrans.

Eksploatację próbną pierwszego egzemplarza przeprowadziła PKP Linia Hutnicza Szerokotorowa. Zakończyła się ona pomyślnie, w związku z czym 19 grudnia 2011 podpisano umowę na zakup kolejnych 5 maszyn tej serii. W październiku 2013 na stanie PKP LHS było 7 lokomotyw 16D.
W 2012 roku Newag zmodernizował dwie lokomotywy przedsiębiorstwa Kolprem. Egzemplarze oznaczone jako TEM2-058/85 i 060/70 po przebudowie oznaczono odpowiednio 16D/A-008 i 009, a następnie 16D-008 i 009. We wrześniu druga z nich została zaprezentowana na targach InnoTrans w Berlinie. Obydwa spalinowozy zostały skierowane do Terminalu Przeładunku Rud w Sławkowie, gdzie wykonują prace manewrowe.
6 maja 2013 podpisano umowę z PKP Cargo na modernizację 30 lokomotyw SM48 do serii ST48 (typ 15D). Pierwsze dwie lokomotywy dostarczono we wrześniu, a jedną z nich zaprezentowano na targach Trako w Gdańsku. We wrześniu 2015 roku spalinowozy ST48 uzyskały dopuszczenie do eksploatacji na litewskich liniach normalnotorowych. W II połowie lutego 2016 dostarczono ostatnie z zamówionych lokomotyw. W kwietniu 2018 PKP Cargo podpisało z Newagiem umowę na modernizację 60 kolejnych lokomotyw SM48, z czego 15 zostanie dodatkowo dostosowanych do jazdy po torze 1520 mm.
W marcu 2017 Grupa Orlen podpisała z Newagiem umowę na modernizację 2 lokomotyw do typu 15D dla Orlen KolTrans. Lokomotywy zostały przekazane przewoźnikowi w styczniu 2018.

## Galeria

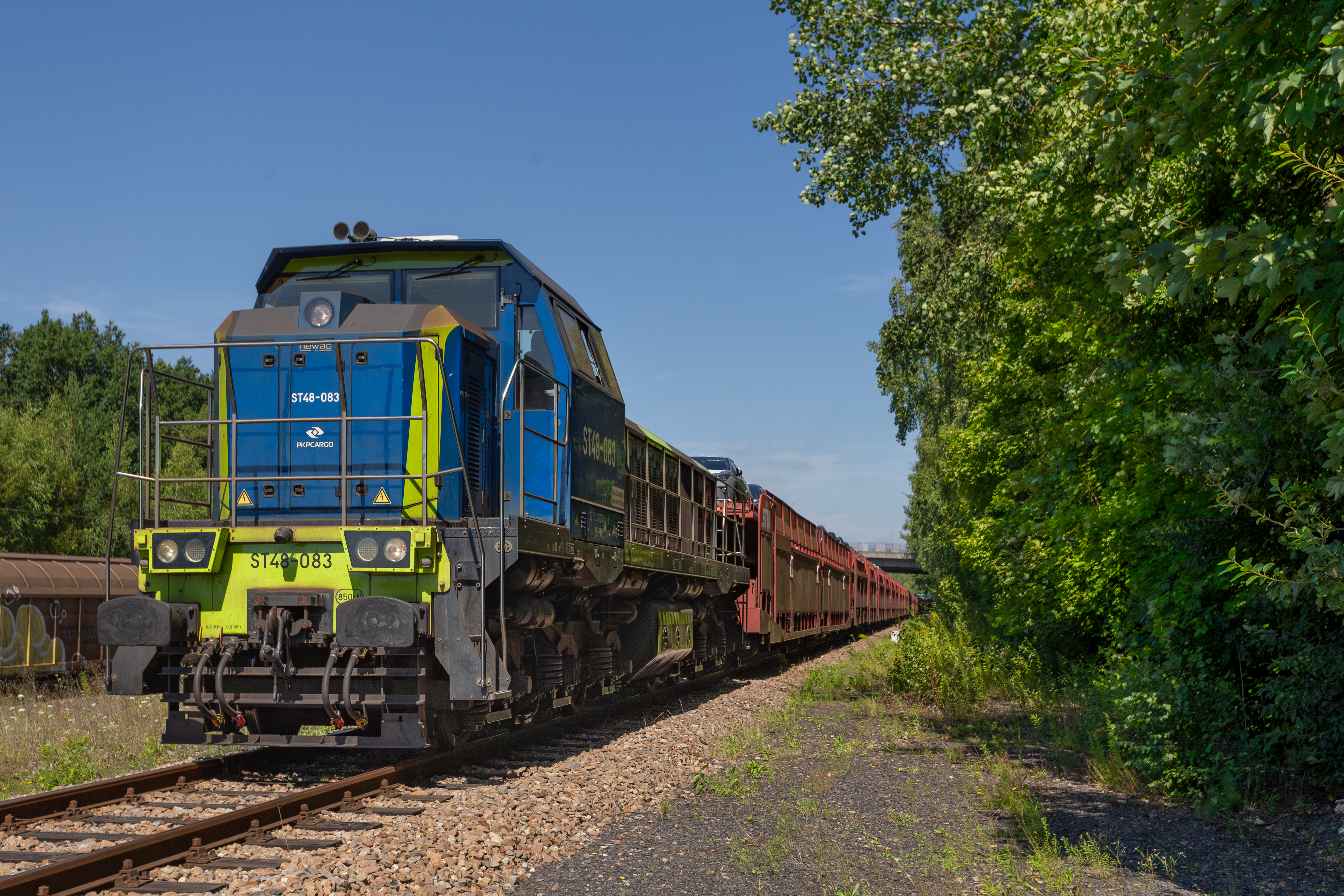
ST48-083 w malowaniu PKP Cargo
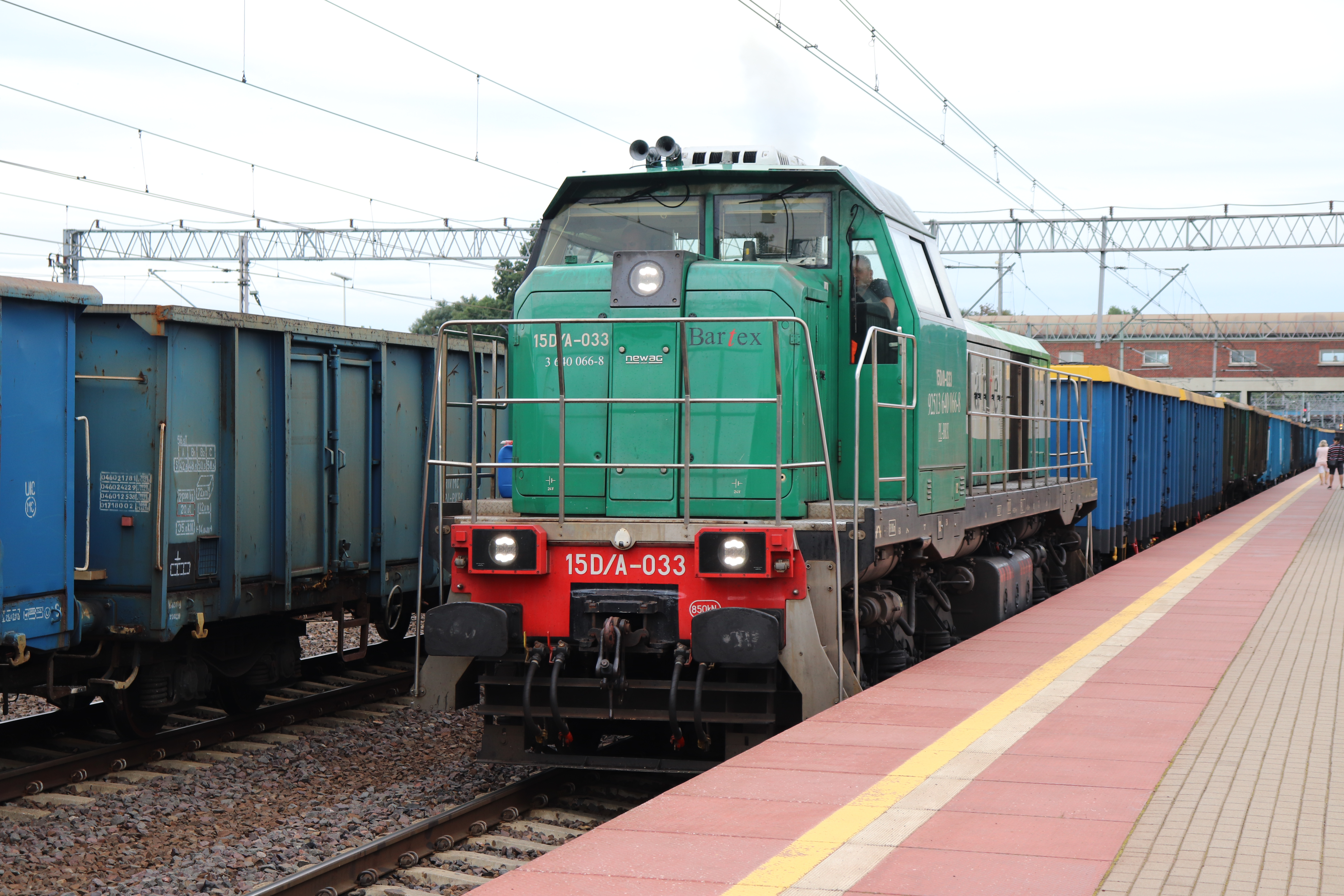
15DA w malowaniu Bartex
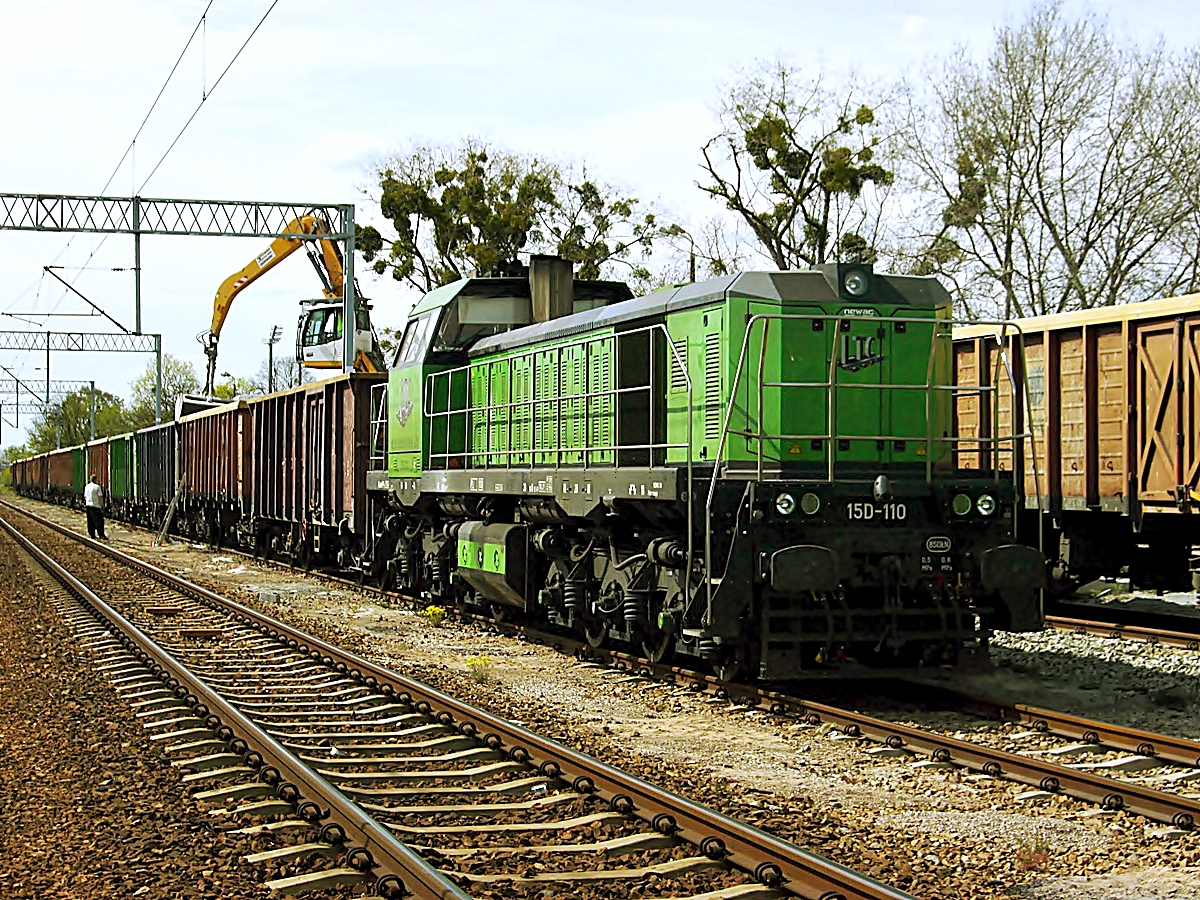
15D w malowaniu LTC
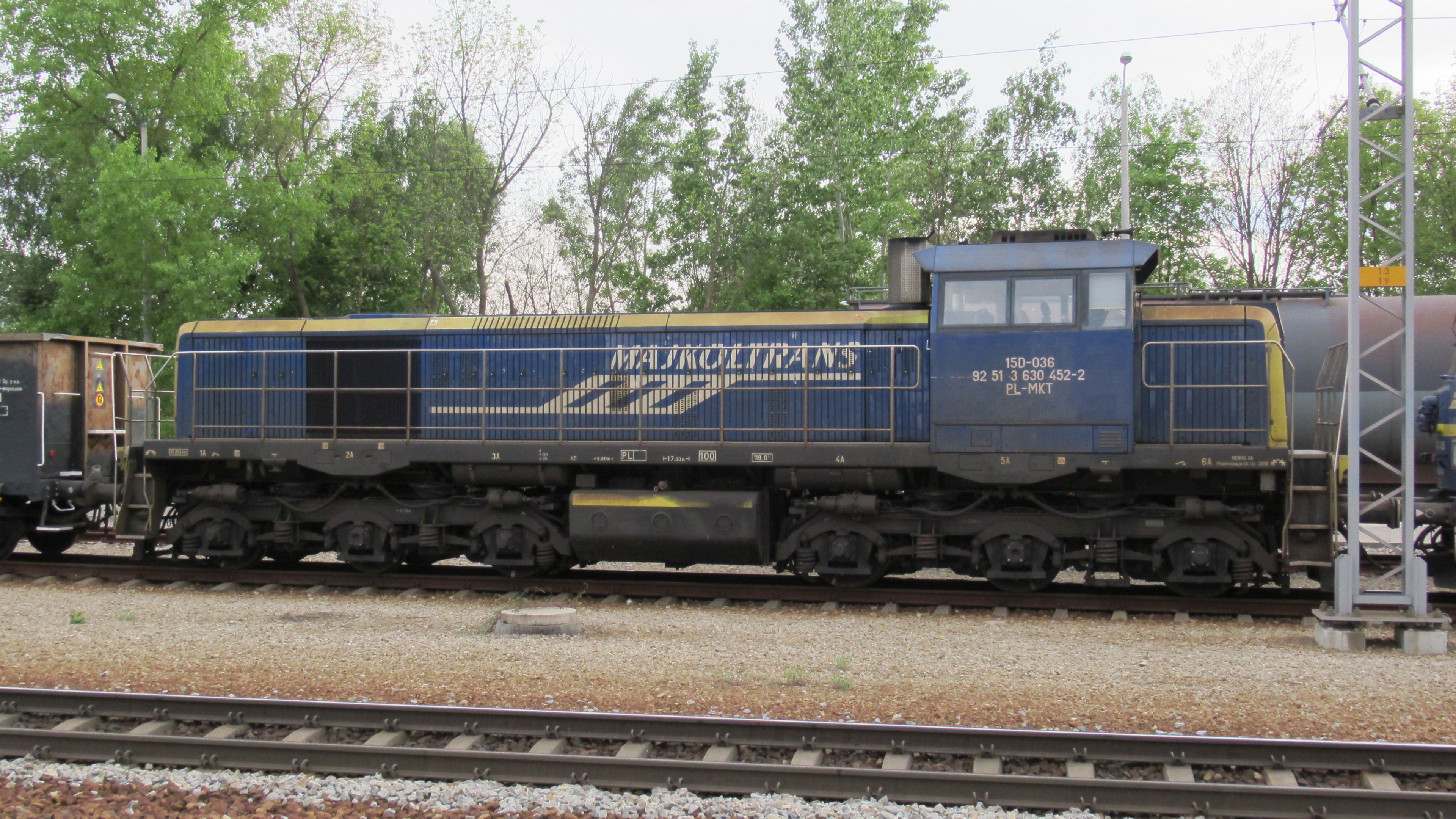
15D w malowaniu Majkoltrans